# Clitellata
De Clitellata vormen een klasse van gelede wormen. Zij omvat 8000 soorten, die een natuurlijke (monofyletische) groep vormen. Dat wil zeggen dat ze één gemeenschappelijke voorouder hebben. Bekende wormen, zoals de regenwormen en de bloedzuigers behoren ook tot deze klasse.

## Beschrijving
De term Clitellata komt van het Latijnse woord clitellum dat zadel betekent. Het clittelum dat de wormen uit deze klasse hebben, omgordt een aantal segmenten van het voorste gedeelte van de worm. Het is een verdikking van de opperhuid (epidermis) waarin talrijke klieren zitten. De eieren van de wormen ontwikkelen zich ook in dit deel van het lijf.
De Clitellata zijn tweeslachtig. De geslachtsorganen bevinden zich binnen een paar segmenten in het clitellum. Ze bevruchten elkaar uitwendig.

## Taxonomie
De indeling van de Clitellata is als volgt:
- Subklasse: Oligochaeta (hiertoe behoren de regenwormen)
- Subklasse: Branchiobdellida
- Subklasse: Hirudinea
- Subklasse: Acanthobdellida alhoewel deze soms ook als infraklasse van de Hirudinea wordt ingedeeld.

Vroeger werden in deze groep maar twee onderklassen onderscheiden, de Oligochaeta en de Hirudinea (bloedzuigers). De eerste groep bevatte de regenwormen en de tweede groep bevatte naast de bloedzuigers ook de Branchiobdellida.
Modern moleculair genetisch onderzoek wijst uit dat de bloedzuigers en de Branchiobdellida zogenaamde zustergroepen zijn (ze staan niet "onder" maar "naast" elkaar) en dat deze groepen met de Acanthobdellida gezamenlijk weer een zustergroep van de Oligochaeta vormen. Feitelijk is er geen consensus over de juiste indeling binnen het klassiek systeem van deze klasse.